# Thibaut Chatel
Pour les articles homonymes, voir Chatel.
 (août 2018).
Thibaut Chatel (pseudonyme de Thibaut de Chateleux) est un producteur, réalisateur et scénariste né le 13 juillet 1959 à Neuilly-sur-Seine. Il est l'un des associés des sociétés Label Anim et Label Image.

## Biographie
Fils du réalisateur François Chatel et de la comédienne Jacqueline Monsigny et frère du chanteur Philippe Chatel, Thibaut Chatel a été assistant réalisateur à la SFP où il a travaillé pour des fictions et des émissions de variété. Il est entré ensuite dans la publicité pour devenir rédacteur à IP, la régie de RTL, où il était assistant de Jean-Claude Kuentz. C'est avec ce dernier qu'il est parti à RMC en 1978 pour lancer une véritable maison de production interne RMC Création.
En 1984, il crée avec François Berthelot sa propre société de production, Torpédo Productions, et réalise des bandes-sons de films publicitaires.
Il décide de se consacrer en 1987 à la réalisation de clips (dont notamment la vidéo de Amore de mis amores, le grand tube de Paco).
En 1991, il crée, pour le Groupe AB, la société de production de dessins animés Studios Animage qui réalisera plus de 400 demi-heures d’animation en 12 ans.[réf. nécessaire] Il écrit et réalise notamment Kangoo, SOS Croco, Triple Z, Chris Colorado.
Il participe en 2000 avec Fabrice Aboulker au spectacle musical Les Mille et une vies d'Ali Baba, cosignant avec Frédéric Doll la totalité des paroles du livret[réf. souhaitée].
En 2003, il crée Label-Anim, avec Guillaume Galliot et Stéphane Gaultier[réf. souhaitée], une société de production spécialisée dans les séries d’animation, puis en 2007 Label-Image qui produit des films documentaires et de la fiction.
Thibaut Chatel, sous le sobriquet de « Commandant Chatel », participe au site Petites Observations Automobiles en écrivant et en récoltant des anecdotes pour la rubrique « Souvenirs d'Auto »[pertinence contestée].

## Œuvres

### Auteur
- 2000 : Les Mille et une vies d'Ali Baba (comédie Musicale) avec Fabrice Aboulker, Frédéric Doll, Alain Lanty
- 2004 : La Maison Rouge (roman, Éditions du Rocher) avec Jacqueline Monsigny
- 2015 : Morts à perpétuité (roman, Éditions Label A)

### Réalisateur

#### Dessins animés
- Les Misérables, 1992, 26 × 26 min, (diffusion TF1))
- Kangoo, 65 × 26 min (diffusion TF1 - Canal J)
- Les Kangoo aux Jeux, 20 × 26 min (diffusion TF1 - Canal J)
- SOS Croco, 65 × 26 min (diffusion TF1 - Canal+ - Gulli)
- Triple Z, 52 × 26 min (diffusion TF1 - Gulli)
- Chris Colorado, 26 × 24 min (coréalisé avec Dominique Etchecopar) (diffusion Canal+ - France 3 - Mangas)
- Kangoo Juniors, 104 × 13 min (coréalisé avec Valérie Dabos) (diffusion TF1 - Fox Kids - Canal J - France 5)
- Kung-foot, 26 × 26 min (coréalisé avec Frank Vibert) (diffusion TF1 - Télétoon+)
- Magic Planet, 52 × 13 min (coréalisé avec Valérie Dabos) (diffusion France 3)
- Les P'tits Cuistots, 52 × 5 min (coréalisé avec Éric Gutierrez) (diffusion M6)
- Anatole Latuile, 52 × 13 min (coréalisé avec Éric Gutierrez) (diffusion France 3)

#### Long métrage
- Ma maman est en Amérique, elle a rencontré Buffalo Bill, 75 min (coréalisé avec Marc Boréal), sorti le 23 octobre 2013

#### Documentaires
- Chauffeur à l'Élysée, 52 min, coréalisé avec Laurent Bergers, auteur François Berthelot - (Diffusion France 3 / Planète)
- La Vérité sur le Dahlia, 52 min, auteurs Benoît Clair Guillaume Galliot (Diffusion 13ème rue)
- OSS 117, entreprise familiale, 52 min (Diffusion 13ème rue)
- Citroën, la marque chevronnée, 52 min, auteur François Berthelot (Diffusion Planète)
- Recherche Fred Vargas désespérément, 52 min, auteur Guillaume Lebeau (Diffusion 13ème rue)
- 1981, des communistes au gouvernement, 52 min, auteurs Christophe Bourseiller et Alain-Gilles Minella (Diffusion LCP - Assemblée nationale et Toute l'Histoire)
- French Touch Automobile, Histoire du Luxe, 52 min, auteur Renaud Roubaudi (Diffusion Toute l'Histoire)

### Scénariste
- Les Misérables (1992) adaptation avec Jacqueline Monsigny et Frank Bertrand d'après l'œuvre de Victor Hugo
- Davy Crockett (1994) avec Philippe Chatel
- Les aventures de Christophe Colomb[2],
- Kangoo avec Jacqueline Monsigny et Frank Bertrand
- SOS Croco avec Jacqueline Monsigny et Frank Bertrand
- Triple Z avec Jacqueline Monsigny et Frank Bertrand
- Chris Colorado avec Jacqueline Monsigny et Frank Bertrand
- Chocotte minute avec Jacqueline Monsigny, Frank Bertrand, Patrice Mithois et Anne-Marie Mithois
- Kangoo Juniors avec Jacqueline Monsigny, Frank Bertrand, Natacha Kovak, Gildas Alexandre, Hugues Bouvier
- Kung-foot avec Patrice Mithois et Nicolas Watson
- Magic Planet avec Jacqueline Monsigny et Frank Bertrand
- Les P'tits Cuistots avec Jacqueline Monsigny et Frank Bertrand